# Dantago Gurirab
Dantago Gurirab (9 marzo 1990) è un velocista namibiano.
Ha vinto la medaglia d'argento ai Giochi panafricani di Brazzaville 2015, nella staffetta 4×100 metri, gareggiando con i connazionali Even Tjiviju, Hitjivirue Kaanjuka e Jesse Urikhob, stabilendo il record nazionale nella specialità con il tempo di 39"22.

## Record nazionali

### Seniores
- Staffetta 4×100 metri: 39"22 ( Brazzaville, 15 settembre 2015)

## Palmarès
| Anno | Manifestazione     | Sede        | Evento      | Risultato  | Prestazione | Note             |
| ---- | ------------------ | ----------- | ----------- | ---------- | ----------- | ---------------- |
| 2007 | Mondiali allievi   | Ostrava     | 200 m piani | Semifinale | dns         |                  |
| 2008 | Mondiali juniores  | Bydgoszcz   | 200 m piani | Batteria   | dns         |                  |
| 2011 | Giochi panafricani | Maputo      | 100 m piani | Semifinale | 10"73       |                  |
| 2011 | Giochi panafricani | Maputo      | 200 m piani | Semifinale | 21"93       |                  |
| 2015 | Giochi panafricani | Brazzaville | 100 m piani | Semifinale | 10"39       |                  |
| 2015 | Giochi panafricani | Brazzaville | 4×100 m     | Argento    | 39"22       | Record nazionale |
| 2019 | Giochi panafricani | Rabat       | 4×100 m     | Batteria   | 41"03       |                  |